# Yasmina Chibah
Yasmina Chibah, née le 23 novembre 1999, est une joueuse algérienne de badminton.

## Carrière
Yasmina Chibah est médaillée d'argent par équipe mixte aux Jeux africains de 2019 à Casablanca ainsi qu'au Championnat d'Afrique de badminton par équipes mixtes 2021 à Kampala.
En 2023, elle est médaillée d'argent en double dames avec Linda Mazri et médaillée de bronze en simple dames aux Championnats d'Afrique individuels ainsi que médaillée de bronze au championnat d'Afrique de badminton par équipes mixtes 2023 à Johannesbourg .
Elle est médaillée d'or en double femmes avec Linda Mazri et médaillée de bronze en double mixte avec Sif Eddine Larbaoui aux Jeux panarabes de 2023 à Alger.
Elle est médaillée de bronze aux Championnats d'Afrique de badminton par équipes 2024 au Caire et médaillée d'or au Championnat d'Afrique de badminton par équipes mixtes 2025 à Douala.